# فرودگاه شهری پلیموث (ماساچوست)
 فرودگاه شهری پلیموث، ماساچوست (به انگلیسی: Plymouth Municipal Airport (Massachusetts)) یک فرودگاه همگانی بهره‌برداری هوایی با کد یاتا PYM است که یک باند فرود آسفالت دارد و طول باند آن ۱۳۲۶ متر است. این فرودگاه در کشور ایالات متحده آمریکا قرار دارد و در ارتفاع ۴۵ متری از سطح دریا واقع شده است.

## نگارخانه

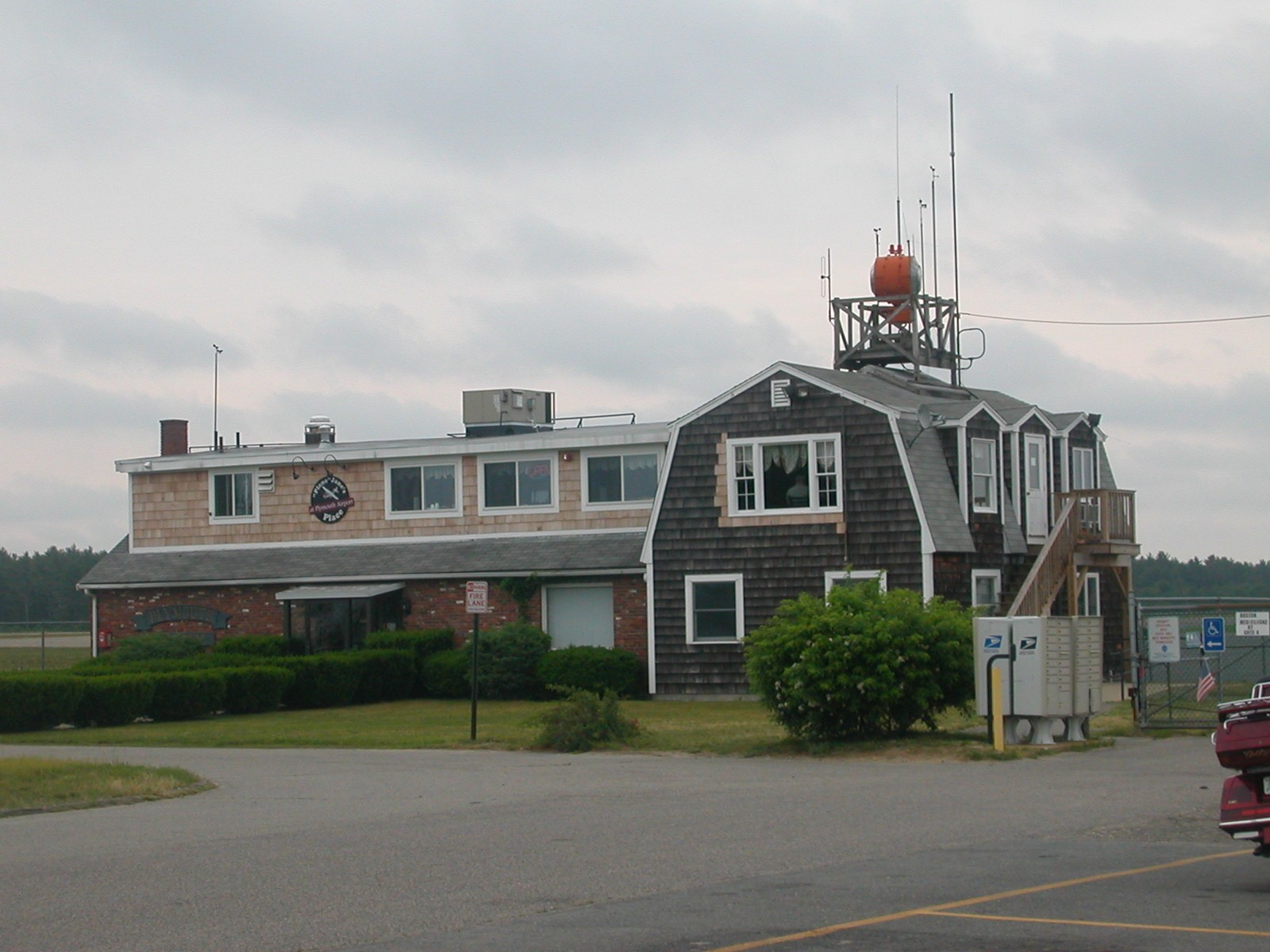
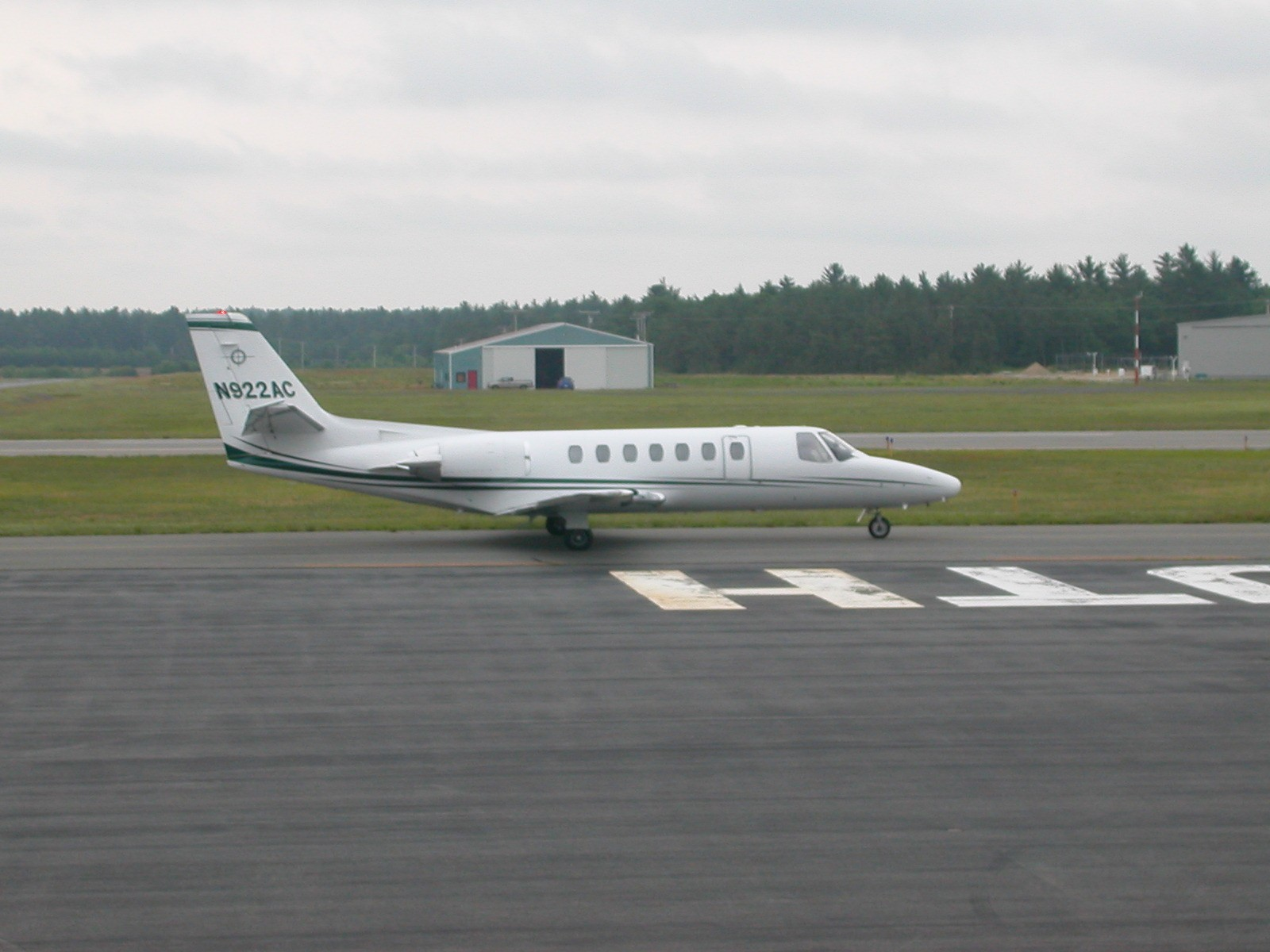
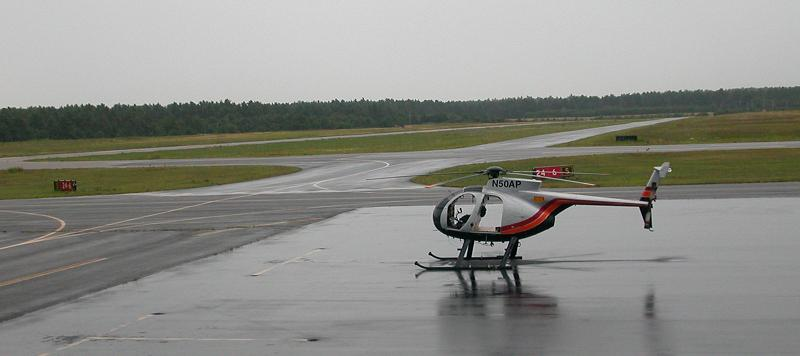